# Централ Читас
Централ Читас (енгл. Central Cheetahs) је један од шест професионалних рагби јунион тимова из Јужне Африке који учествује у Супер Рагби. Дрес Читаса је наранџасте и морско плаве боје, седиште овог тима је у граду Блумфонтејн.
 Састав у сезони 2016
Коени ван Вик
Вили ле Ру
Клејтон Блуметјис
Рејмонд Руле
Серџел Петерсен
Корнал Хендрикс
Дени Дејмс
Рајно Бенџамин
Францоис Вентер
Џохан Сејди
Елгар Ватс
Џо Питерсен
Нил Мараис
Вили ду Плесис
Шаун Вентер
Сарел Преторијус
Рениер Бота
Хенко Вентер
Бум Принсло
Герхард Оливиер
Оупа Мохоје
Нил Џордан
Тиени Бургер
Хајнрих Брусов
Вили Бриц
Карл Вегнер
Францоис Ујс
Боела Серфонтејн
Луд де Јегер
Торстен ван Јарсвелд
Макс ван Дик
Кони Остхујзен
Кејлиб Остхујзен 
Долф Бота